# DRESS2
『DRESS2』（ドレスツー）は、TM NETWORKのセルフリプロダクトアルバム。2014年4月22日にavex traxからシングル『LOUD』と同時発売された。
2023年12月1日にアナログ盤（LP2枚組）が発売された。

## 制作
メンバーが直接関与したアルバムをリリースするのは、2007年の『SPEEDWAY』以来、約7年ぶりである。「ライブツアーで使用されるアレンジを音源化して先に聴いてもらおう」という意図で発売が決まった。
タイトルは、1989年にリリースしたリプロダクトアルバム『DRESS』の続編ということで『DRESS2』となった。前作では全曲外部プロデューサーのアレンジに対し本作では小室哲哉本人が全てのアレンジを担当しており、宇都宮隆のボーカルも本作のため録り直されている（「I am 2013」除く）。
アレンジする楽曲は全て小室が選曲。発売発表当初は『Information Discovery Report』という仮タイトルが付けられていた。当時売れなかったリベンジとして、小室は「RAINBOW RAINBOW 2014」・宇都宮は「ACCIDENT 2014」・木根は「金曜日のライオン 2014」を推している。

## 収録曲

### CD盤
| 全編曲: 小室哲哉。 |                              |            |                    |       |
| #                  | タイトル                     | 作詞       | 作曲               | 時間  |
| 1.                 | 「Come on Let's Dance 2014」 | 神沢礼江   | 小室哲哉           | 7:29  |
| 2.                 | 「Get Wild 2014」            | 小室みつ子 | 小室哲哉           | 8:15  |
| 3.                 | 「Self Control 2014」        | 小室みつ子 | 小室哲哉           | 8:39  |
| 4.                 | 「Be Together 2014」         | 小室みつ子 | 小室哲哉           | 6:42  |
| 5.                 | 「Just One Victory 2014」    | 小室哲哉   | 小室哲哉           | 7:09  |
| 6.                 | 「I am 2013」                | 小室哲哉   | 小室哲哉           | 5:52  |
| 7.                 | 「RAINBOW RAINBOW 2014」     | 西門加里   | 小室哲哉           | 8:14  |
| 8.                 | 「ACCIDENT 2014」            | 松井五郎   | 小室哲哉           | 6:53  |
| 9.                 | 「金曜日のライオン 2014」    | 小室哲哉   | 小室哲哉           | 7:00  |
| 10.                | 「永遠のパスポート 2014」    | SEYMOUR    | 小室哲哉・木根尚登 | 4:17  |
| 合計時間:          | 合計時間:                    | 合計時間:  | 合計時間:          | 70:30 |

### アナログ盤
| 全編曲: 小室哲哉。 |                              |            |           |       |
| #                  | タイトル                     | 作詞       | 作曲      | 時間  |
| 1.                 | 「Come on Let's Dance 2014」 | 神沢礼江   | 小室哲哉  | 7:29  |
| 2.                 | 「Get Wild 2014」            | 小室みつ子 | 小室哲哉  | 8:15  |
| 合計時間:          | 合計時間:                    | 合計時間:  | 合計時間: | 15:44 |

| #         | タイトル                  | 作詞       | 作曲      | 時間  |
| --------- | ------------------------- | ---------- | --------- | ----- |
| 3.        | 「Self Control 2014」     | 小室みつ子 | 小室哲哉  | 8:39  |
| 4.        | 「Be Together 2014」      | 小室みつ子 | 小室哲哉  | 6:42  |
| 5.        | 「Just One Victory 2014」 | 小室哲哉   | 小室哲哉  | 7:09  |
| 合計時間: | 合計時間:                 | 合計時間:  | 合計時間: | 22:30 |

| #         | タイトル                 | 作詞      | 作曲      | 時間  |
| --------- | ------------------------ | --------- | --------- | ----- |
| 6.        | 「I am 2013」            | 小室哲哉  | 小室哲哉  | 5:52  |
| 7.        | 「RAINBOW RAINBOW 2014」 | 西門加里  | 小室哲哉  | 8:14  |
| 8.        | 「ACCIDENT 2014」        | 松井五郎  | 小室哲哉  | 6:53  |
| 合計時間: | 合計時間:                | 合計時間: | 合計時間: | 20:59 |

| #         | タイトル                  | 作詞      | 作曲               | 時間  |
| --------- | ------------------------- | --------- | ------------------ | ----- |
| 9.        | 「金曜日のライオン 2014」 | 小室哲哉  | 小室哲哉           | 7:00  |
| 10.       | 「永遠のパスポート 2014」 | SEYMOUR   | 小室哲哉・木根尚登 | 4:17  |
| 合計時間: | 合計時間:                 | 合計時間: | 合計時間:          | 11:17 |

### 曲解説
1. Come on Let's Dance 2014
原曲は6thシングル。
2. Get Wild 2014
原曲は10thシングル。
3. Self Control 2014
原曲は9thシングル。
4. Be Together 2014
原曲は5thアルバム『humansystem』収録曲。
5. Just One Victory 2014
原曲は16thシングル。
6. I am 2013
38thシングル。本作に収録されているのは、2013年に行われた『TM NETWORK FINAL MISSION -START investigation-』の会場のみで販売されたシングル『Green days 2013』に収録されているバージョン。なお、このバージョンは一般発売のCDでは初収録。
7. RAINBOW RAINBOW 2014
原曲は1stアルバム『RAINBOW RAINBOW』収録曲。
8. ACCIDENT 2014
原曲は3rdシングル。上述通りボーカルは新録されており、原曲でのサビの締めでボーカルが重なる箇所は本作ではライブ版と同様、宇都宮＆木根の連携となっている。
9. 金曜日のライオン 2014
原曲は1stシングル。
10. 永遠のパスポート 2014
原曲は2ndアルバム『CHILDHOOD'S END』収録曲。

## クレジット

### レコーディングメンバー
- 松尾和博 : Guitar （#6以外）
- Mike Smith : Guitar (#6)

### スタッフ
- Produced : 小室哲哉
- Mixed : Jan Fairchild (#1,#4,#5)
- Mixed : Dave Ford (#2,#3,#8,#10)
- Mixed : 小室哲哉 (#6,#7,#9)
- Mastered : 前田康二
- Recorded : 伊東俊郎
- Synthesizer Programming & Recording : 岩佐俊秀
- Art Direction & Design : 今川鉄兵
- Photography : 田川友彦
- A&R : 佐々木淳
- General Producers : 伊東宏晃, 阿久津明, 樋口慎太郎, 下川大介
- Executive Supervisor : 千葉龍平, 林真司, 竹内成和
- Executive Producer : 松浦勝人

## リリース履歴
2021年12月1日には12thアルバム『QUIT30』とともにavex infinityより紙ジャケット仕様、リマスター音源でBlu-spec CD2にてリリースされた。また2年後となる2023年12月1日にはやはり『QUIT30』とともにアナログLP盤が数量限定でリリースされる。
| No. | 日付          | レーベル      | 規格         | 規格品番   | 最高順位 | 備考                                         |
| --- | ------------- | ------------- | ------------ | ---------- | -------- | -------------------------------------------- |
| 1   | 2014年4月22日 | avex trax     | CD           | AVCD-38877 | 7位      |                                              |
| 2   | 2021年12月1日 | avex infinity | Blu-spec CD2 | AQCD-77508 |          | デジタルリマスタリング仕様、紙ジャケット仕様 |
| 3   | 2023年12月1日 | avex trax     | LP(2枚組)    | AQJH-77611 |          |                                              |